# Цвіт
Цвіт — село в Україні, у Михайлюцькій сільській громаді Шепетівського району Хмельницької області. Населення становить 4 особи (2007). Знаходиться на східній околиці села Рилівка, на кордоні з Житомирською областю.